# Constant-Klasse
Die Constant-Klasse war eine Klasse von zwei 74-Kanonen-Linienschiffen 2. Ranges der französischen Marine, die von 1676 bis 1706 in Dienst stand.

## Einheiten
| Name                           | Bauwerft         | Kiellegung | Stapellauf    | Indienststellung | Verbleib                                                                           |
| ------------------------------ | ---------------- | ---------- | ------------- | ---------------- | ---------------------------------------------------------------------------------- |
| Constant Triomphant (ab 1678)  | Arsenal de Brest | Mai 1674   | 20. Juni 1675 | 1676             | Am 3. Juni 1692 bei Cherbourg (Seeschlachten von Barfleur und La Hougue) verbrannt |
| Courtisan Belliqueux (ab 1678) | Arsenal de Brest | Mai 1674   | 28. Juni 1676 | 1677             | Im Januar 1706 in Brest außer Dienst gestellt und ab September 1708 abgebrochen    |

## Technische Beschreibung
Die Klasse war als Batterieschiff mit nominell drei durchgehenden Geschützdecks konzipiert und hatte eine Länge von 46,61 Metern (Geschützdeck) bzw. 38,98 Metern (Kiel), eine Breite von 12,34 Metern und einen Tiefgang von 5,85 Metern bei einer Verdrängung von 1.350 Tonnen. Sie waren Rahsegler mit drei Masten (Fockmast, Großmast und Kreuzmast).  Auf der Spitze des Bugspriets war zudem noch eine Mars und ein weiterer kleiner Mast, der Sprietmast angebracht, an dem ebenfalls noch ein kleines Rahsegel gesetzt werden konnte. Der Rumpf schloss im Heckbereich mit einem Heckspiegel, in den Galerien integriert waren, die in die seitlich angebrachten Seitengalerien mündeten.
Die Bewaffnung der Klasse bestand bei Indienststellung aus 74 Kanonen.
|        | Unteres Batteriedeck            | Mittleres Batteriedeck          | Oberes Batteriedeck | Poopdeck      | Kanonen (Geschossgewicht) |
| ------ | ------------------------------- | ------------------------------- | ------------------- | ------------- | ------------------------- |
| Design | 12 × 24-Pfünder 14 × 18-Pfünder | 14 × 18-Pfünder 12 × 12-Pfünder | 18 × 8-Pfünder      | 4 × 4-Pfünder | 74 Kanonen (268,25 kg)    |
| 1696   | 16 × 36-Pfünder 10 × 24-Pfünder | 26 × 18-Pfünder                 | 20 × 8-Pfünder      | 4 × 4-Pfünder | 76 Kanonen (357,34 kg)    |

## Besatzung
Die Besatzung hatte im Frieden eine Stärke von 409–500 Mann (9 Offiziere und 400–500 Unteroffiziere bzw. Mannschaften).